# La última cima
La última cima és un documental espanyol de l'any 2010, dirigit pel director Juan Manuel Cotelo, basada en la vida de Pablo Domínguez Prieto, sacerdot madrileny que va morir el febrer de 2009 en un accident en baixar el cim del Moncayo, l'únic cim espanyol de més de 2.000 metres que li quedaven per conquerir, quan tenia 42 anys.

## Argument
En el seu segon llargmetratge després de dotze anys d'absència, Juan Manuel Cotelo passa del drama al documental en "La última cima". La cinta aborda la història de Pablo, un jove sacerdot que una vegada mort deixa empremta entre els seus fidels, fins i tot el punt que molts encara consideren que continua viu gràcies al seu missatge. Cotelo aborda la cara més amable del cristianisme, que representen els religiosos propers al poble, caracteritzats per una vida senzilla i lliurada als més febles.
Juan Manuel Cotelo, director de la pel·lícula, comenta a l'inici del film:
| « | No tenia cap interès en conèixer aquest capellà... però el vaig conèixer. I als dotze dies, es va morir. Em podia haver oblidat d'ell per sempre... però em va picar la curiositat... i després he volgut explicar -ho. Així la meva mare podrà dir, una vegada més: "jo no sé, fill meu, quines ganes tens en cas de posar-te en embolics. " | » |

## Comercialització
Es va estrenar el 3 de juny de 2010 a tan sols dues sales de tot Espanya. Va recaptar 3.862,5 € a cada sala, i un total de 7.725 €; pel qual va ser la pel·lícula amb més recaptació per còpia a Espanya aquell dia. En la seva segona setmana va aconseguir col·locar-se al lloc número 15 de les pel·lícules més taquilleres, aconseguint recaptar més de 100.000 euros, un 283% més que en la seva setmana d'estrena, essent vista per uns 26.000 espectadores. Segons Rentrak, un mes i mig després de l'estrena va ser vista per més de 112.000 espectadores, aconseguint una recaptació acumulada de més de 673.000 euros. En la setena setmana encara estava dins del TOP 20 de pel·lículas més taquilleres d'Espanya.